# 挪威冰川博物馆
挪威冰川博物馆（挪威語：Norsk Bremuseum），位于挪威菲亚尔兰，為挪威建筑师斯维勒·费恩（1997年普利兹克奖得主、20世纪挪威建筑界领军人物）的代表作之一，被认为是建筑师利用景观而非借助外来物的典范。挪威冰川博物馆的馆长是尼尔斯·鲍尔森。

## 设计理念
挪威冰川博物馆是挪威建筑师斯维勒·费恩1989年设计，该作品是建筑师利用本土景观而非强行引入外来物进来的一个典范。博物馆通体灰色，犹如一个冰裂隙正处于菲亚尔兰的两座大山的底部，且所在位置非常切合逻辑，与周围的环境相辅相成。此外，挪威冰川博物馆的设计充分考虑了地形、地貌和季节的因素，融合了包括古朴的摩洛哥风格和现代的纽约风尚等多种风格的元素。特别是，建筑师斯维勒·费恩通过对挪威本土元素的应用，如北欧的光线、灰色的石头、苍翠的森林等，将现实和虚幻协调一致，创造出堪称时代经典的作品。

## 展览
目前挪威冰川博物馆的馆长是尼尔斯·鲍尔森，博物馆长期致力于收集、制作和向公众传播普及关于冰川和气候变化的科学知识。

## 图集
- 挪威冰川博物館
- 博物馆雪景
- 博物馆细节
- 博物馆细节